# Теменна кост
Теменната кост (os parietale) представлява чифтна кост, която е разположена на фонтанелата. Граничи с челната кост (os frontale) отпред, надолу с темпоралната (os temporale), а назад с тилната кост (os occipitale). Разделената на две части се нарича двуделна теменна кост